# ADHD
Adhd är en neuropsykiatrisk funktionsnedsättning som kännetecknas av nedsatta exekutiva funktioner, innefattande bristande uppmärksamhet, hyperaktivitet och impulsivitet i en omfattning som påverkar vardagsfunktion och socialt samspel. Diagnosen ställs utifrån kriterier i DSM-5 och motsvarande klassifikation i ICD-10 och ICD-11.

## Terminologi och stavning
Enligt svenska skrivregler skrivs adhd med små bokstäver i allmänspråk, medan versaler (ADHD) ofta används i medicinska och vetenskapliga texter. Akronymen kommer från engelska attention deficit hyperactivity disorder, vilket ungefär betyder ”uppmärksamhetsstörning med hyperaktivitetssyndrom”.

## Klassifikation
I ICD-10 ingår add som del av adhd, medan ICD-11 använder det nyare samlade begreppet adhd.

## Behandling
Behandlingen av ADHD syftar till att minska symtom, förbättra funktionsförmåga och öka livskvalitet. Vanliga metoder är psykosociala insatser, farmakologisk behandling eller en kombination av båda. Val av metod baseras på ålder, symtomprofil och graden av funktionspåverkan.

### Översikt över behandlingsstrategier
- Icke-farmakologiska insatser – psykosociala och pedagogiska åtgärder som stöd, utbildning, beteendeterapi och anpassningar i miljön.
- Farmakologisk behandling – centralstimulerande och icke-stimulerande läkemedel.
- Kombinationsbehandling – integrerade insatser som kombinerar psykosociala och farmakologiska metoder.

### Icke-farmakologiska insatser
Åtgärder som inte innefattar läkemedel är ofta förstahandsval för yngre personer och kan kombineras med farmakologisk behandling.

#### Information och stöd
Tidiga insatser kan omfatta information till familj, skola och arbetsplats om diagnosen och dess konsekvenser. Anpassningar i miljön kan minska risken för misslyckanden.

#### Psykologiska och pedagogiska metoder
- Beteendeterapi och föräldrastödsprogram – ger vårdnadshavare strategier för att hantera beteenden genom positiv förstärkning och tydliga konsekvenser.[9] Evidensläget för dessa program är begränsat.[9]
- Kognitiv beteendeterapi (KBT) och social färdighetsträning – används främst hos äldre barn, ungdomar och vuxna. Evidensen är begränsad men metoderna kan vara värdefulla som komplement.[9]

#### Fysisk aktivitet
Regelbunden fysisk aktivitet kan påverka dopamin- och noradrenalinnivåer och därmed förbättra koncentration och impulskontroll. Viss evidens finns men underlaget är begränsat.

### Farmakologisk behandling
Används vid betydande funktionsnedsättning när psykosociala insatser inte räcker.

#### Läkemedelstyper
- Förstahandsläkemedel – Metylfenidat (Ritalin, Concerta, Medikinet), Lisdexamfetamin (Elvanse), Dexamfetamin (Attentin).
- Alternativa läkemedel – Atomoxetin (påverkar noradrenalintransportörer), Guanfacin (verkar via adrenerga receptorer).

#### Effekt och evidens
Centralstimulerande läkemedel minskar symtom på kort sikt hos både barn och vuxna. Evidens för långtidseffekt är begränsad.

### Kombinationsbehandling
Kombination av psykosociala insatser och läkemedel används när symtomen är uttalade och påverkar flera livsområden. Insatserna samordnas och anpassas efter individens behov.

### Användning och behandlingsmönster i Sverige
Förskrivningen av ADHD-läkemedel har ökat sedan mitten av 2000-talet. År 2022 hade cirka 10 % av pojkar och 6 % av flickor i åldern 10–17 år en ADHD-diagnos, och 75 % av dessa behandlades med läkemedel.

## Diagnostik
Hos förskolebarn är flera symtom som även förekommer vid adhd vanliga, men hos barn och vuxna som får diagnos är de mer uttalade och påverkar vardagsfunktionen tydligare. Samsjuklighet med andra tillstånd, såsom trotsyndrom, språkstörning och ångeststörningar, är vanlig och kan göra diagnostiken mer komplex.
Diagnos ställs genom en samlad klinisk bedömning av funktion och beteenden i flera miljöer, utifrån kriterier i DSM-5 eller ICD-11. Bedömningen grundas på information från vårdnadshavare, skola och andra närstående, samt på observationer och klinisk intervju. Utredningen omfattar även differentialdiagnostik för att utesluta andra tillstånd med liknande symtom.
Vid utredning beaktas även miljöfaktorer som kan påverka barnets koncentration och beteende, till exempel förhållanden i skola och hem, kamratrelationer, undervisningsmiljö och emotionella påfrestningar.
År 2013 utvärderade Statens beredning för medicinsk och social utvärdering (SBU) femton diagnostiska instrument som används i Sverige för att identifiera adhd. Det vetenskapliga underlaget ansågs otillräckligt för samtliga, och SBU rekommenderade att instrumenten används strukturerat och går att följa upp. Inga studier hade då utvärderat hela den diagnostiska processen. Senare forskning och riktlinjer kan ge uppdaterad kunskap om diagnostiska verktyg och metoder.

## Diagnoskriterier, symtom och former
Enligt Diagnostic and Statistical Manual of Mental Disorders, femte upplagan (DSM-5), krävs för diagnosen adhd ett varaktigt mönster av ouppmärksamhet och/eller hyperaktivitet-impulsivitet som tydligt påverkar funktionsförmåga eller utveckling negativt. Symtomen ska vara mer uttalade än vad som är förväntat utifrån personens utvecklingsnivå, ha funnits före 12 års ålder och förekomma i minst två olika miljöer (t.ex. hem och skola/arbete). De får inte förklaras bättre av annan psykisk störning eller enbart uppträda vid schizofreni eller annan psykos.
DSM-5 beskriver tre presentationsformer:

### Huvudsakligen ouppmärksam form
Kännetecknas av minst sex (eller fem för personer ≥17 år) symtom på ouppmärksamhet, utan att kriterierna för hyperaktivitet-impulsivitet uppfylls.  
Vanliga tecken kan vara dagdrömmeri, koncentrationssvårigheter och svårigheter att slutföra uppgifter.  
Flickor med denna form uppvisar oftare låg självkänsla, depressivitet och somatiska besvär såsom huvudvärk och magont.

### Huvudsakligen hyperaktiv-impulsiv form
Kännetecknas av minst sex (eller fem för personer ≥17 år) symtom på hyperaktivitet och impulsivitet, utan att kriterierna för ouppmärksamhet uppfylls.  
Exempel på kompletterande observationer är utåtagerande beteende hos barn och häftigt temperament hos vuxna.

### Kombinerad form
Kännetecknas av att kriterierna för både ouppmärksamhet och hyperaktivitet-impulsivitet uppfylls.

### Känsloreglering
Många personer med adhd har svårigheter att reglera känslor. Detta kan bidra till funktionsnedsättningen och öka risken för samsjuklighet. Trots att känsloregleringssvårigheter är vanliga vid adhd finns ingen internationell samsyn om att inkludera dem som formellt diagnoskriterium.

## Samsjuklighet
Cirka 70 procent av barn med adhd har samtidigt en eller flera andra diagnoser. Vanliga exempel är ångestsyndrom, trotsyndrom, specifika inlärningssvårigheter och uppförandestörning.
I förskoleåldern dominerar ofta hyperaktivitet, medan ouppmärksamhet blir mer framträdande under skolåren.
Hos vuxna kan symtomen förändras och omfatta inre rastlöshet, kvarstående uppmärksamhetsproblem, känsloregleringssvårigheter och riskbenäget beteende.

## Epidemiologi
Internationellt uppskattas adhd förekomma hos cirka 5–7 procent av barn och ungdomar. Bland vuxna är prevalensen omkring 2,5 procent.
Adhd diagnostiseras oftare hos pojkar än hos flickor, men könsskillnaden är mindre uttalad i vuxen ålder.
I Sverige hade år 2022 ungefär 10 procent av pojkar och 6 procent av flickor i åldern 10–17 år en adhd-diagnos. Förekomsten har ökat under 2000-talet, med en särskilt tydlig ökning mellan 2019 och 2022.

## Prognos
De flesta barn med adhd kommer i vuxen ålder inte längre att uppfylla diagnoskriterier för adhd. Adhd debuterar under tidig barndom och ungdomstid. Symptom på adhd kan kvarstå i vuxen ålder.

## Orsak
ADHD uppstår genom ett samspel mellan genetiska och miljömässiga faktorer. Forskning visar att ADHD sällan orsakas av en enskild riskfaktor, utan av summan av många faktorer med små individuella bidrag.
Neurobiologiska hypoteser inkluderar avvikande aktivitet i vissa hjärnregioner samt förändringar i signalöverföringen av dopamin och noradrenalin.

### Genetik
Heritabiliteten för ADHD är omkring 70–80 %, vilket innebär att en stor del av variansen i förekomsten förklaras av genetiska faktorer. Ingen enskild gen orsakar ADHD; flera gener bidrar tillsammans till risken.

### Miljö
Miljöfaktorer som kan öka risken för ADHD verkar ofta tidigt i livet, till exempel under fosterutvecklingen eller spädbarnstiden. Exempel är mycket för tidig födsel, exponering för bly under graviditet samt traumatisk hjärnskada. Faktorer som hög sockerkonsumtion, långvarigt tv-tittande och familjestress anses inte orsaka ADHD men kan förvärra symtomen hos redan diagnostiserade.

## Historia

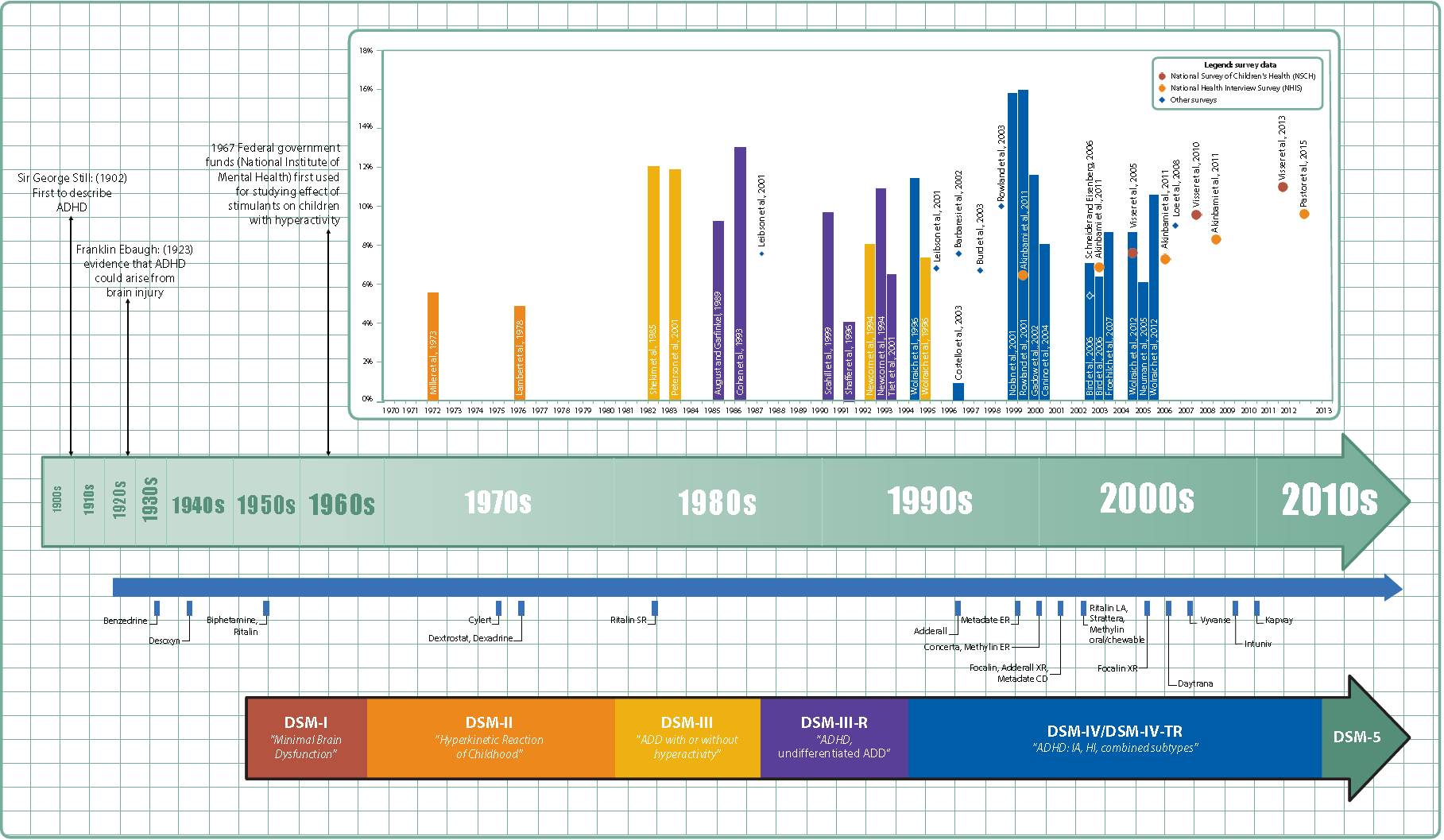
Tidslinje över diagnoskriterier, uppskattad förekomst och farmakologiska behandlingsalternativ.

Tidiga beskrivningar av symtom som liknar dagens ADHD är omdiskuterade. Den tyske läkaren Melchior Adam Weikard beskrev 1775 en sådan symtombild, och skotten Alexander Crichton publicerade en liknande beskrivning 1798.
På 1930-talet noterade barnpsykiatern Charles Bradley att amfetamin kunde förbättra vissa barns skolprestationer. Upptäckten skedde i samband med behandlingar som gav huvudvärk och yrsel, där amfetamin ordinerades utan att påverka dessa symtom men med tydlig effekt på koncentrationen. Fynden publicerades men fick begränsad uppföljning under de följande decennierna.

### Historiska diagnosbenämningar
Termer och diagnoser som använts för liknande symtombilder har varierat över tid:
- Minimal brain damage (”minimal hjärnskada”), DSM-I (1952)
- Hyperkinesi hos barn – DSM-II (1957)
- Minimal brain dysfunction (”minimal hjärndysfunktion”, MBD) – 1968
- Organic brain syndrome (”organiskt hjärnsyndrom”) – DSM-II (1968)
- Attention deficit disorder (ADD) – DSM-III (1980)
- Damp – använd i Sverige 1986–1990, numera avskaffad
- Attention deficit hyperactivity disorder (ADHD) med underkategorier – DSM-IV (1994)

Sedan slutet av 1960-talet har diagnosen successivt breddats och prevalensen ökat. Vissa forskare, bland dem Allen Frances som ledde DSM-IV:s arbetsgrupp, har varnat för diagnosglidning och övertolkning av symtom.

### Psykofarmaka
Metylfenidat, ofta marknadsfört som Ritalin, har sedan 1960-talet varit ett av de vanligaste läkemedlen vid ADHD. Även dexamfetamin, dextrolevoamfetamin och icke-stimulerande preparat som atomoxetin används. Läkemedlen har bedömts kunna minska symtom och förbättra skolprestationer, men kritik har riktats mot risk för biverkningar och beroende.

## Kontroverser och debatt
Sedan 1970-talet har det pågått diskussioner om medikalisering av beteenden som förknippas med ADHD, samt om överdiagnostik. Kritiker lyfter samhällsförändringar, skolmiljö och föräldratid som förklaringar till ökningen, medan förespråkare pekar på bättre diagnostik och behandlingsmöjligheter.
Vissa forskare och debattörer har framhållit ADHD som en social konstruktion, där gränsen mellan normalt och avvikande beteende anses vara socialt definierad och kulturellt beroende. Förespråkare för denna syn menar att olika diagnossystem kan ge olika prevalenssiffror, medan andra forskare betonar att biologiska faktorer spelar en central roll.
Studier har visat att läkemedelsföretag ibland anlitat lobbyorganisationer och medicinska kommunikationsbyråer för att framställa och sprida vetenskapliga artiklar som gynnar deras produkter. Omfattningen av dessa aktiviteter är dock inte klarlagd.
I svensk debatt har det framförts oro för att vissa vårdgivare gör mycket korta neuropsykiatriska utredningar. Kritiker menar att detta kan leda till felaktiga diagnoser och bristande kvalitet. Dessa uppgifter bygger främst på journalistiska källor, och det saknas större vetenskapliga studier som belyser frågan.